# Harpalus opacipennis
Harpalus opacipennis är en skalbaggsart som beskrevs av Samuel Stehman Haldeman. Harpalus opacipennis ingår i släktet Harpalus och familjen jordlöpare. Inga underarter finns listade i Catalogue of Life.